# Model estàndard de física de partícules

Model estàndard de les partícules elementals, amb les tres generacions de partícules de matèria, els bosons de gauge i el bosó de Higgs.

El model estàndard de física de partícules és una teoria que descriu les partícules elementals que constitueixen la matèria i les seves interaccions d'acord amb la mecànica quàntica i la relativitat especial. Es tracta d'una teoria de la interacció de camps construïda sota els principis de la simetria. Segons aquest model, tota la matèria que coneixem està formada en darrer terme per quarks i leptons, que són un tipus de partícules amb un comportament que s'ajusta a l'estadística de Fermi-Dirac, i hi ha quatre tipus d'interaccions fonamentals electromagnètica, feble i forta, que són transmeses per una partícula intermediària, els bosons. Totes les partícules han estat detectades, excepció feta del gravitó.
El model estàndard és una teoria quàntica de camps i va ser desenvolupat per Yang i Mills i publicat en 1974. Des d'aleshores, totes les dades experimentals mesurades (a excepció de les últimes dades procedents de la física de neutrins que evidencien que els neutrins tenen massa) coincideixen amb les prediccions del model estàndard amb una precisió de l'ordre del 0,1%.

## Orígens del model
El físic nord-americà Gell-Mann a principis dels 1960 va descobrir que existia una correspondència entre algunes de les propietats de cert grup de partícules elementals i un element matemàtic anomenat grup de Lie SU(3). Aquest element matemàtic permetia descriure els patrons en què s'organitzaven algunes de les propietats de les partícules elementals com, per exemple, la massa o la càrrega. La classificació de les partícules elementals segons el grup de Lie SU(3), predeia que existia una partícula (Ω-) encara no descoberta. L'any 1964 es va observar aquesta partícula, la qual cosa donava un decisiu suport al model proposat per Gell-Mann. En els anys següents, la utilització del grups de Lie per descriure les partícules elementals va permetre de desenvolupar el model estàndard de la física de les partícules. Aquest arribà a incloure totes les partícules de matèria conegudes (quarks i leptons) així com les partícules portadores (bosons) de tres de les forces fonamentals: la força nuclear forta, la feble i l'electromagnetisme, gràcies a la incorporació de la simetria de gauge als grups

## Les partícules elementals
Els constituents bàsics del model estàndard s'anomenen partícules elementals i es poden classificar en dos grups: les partícules de matèria i les partícules transmissores de les interaccions.

### Les partícules de matèria
Les partícules elementals de matèria estan formades per fermions d'espín 1/2 i poden classificar-se en dos grups: els leptons i els quarks. Hi ha, per una banda, els leptons carregats (amb càrrega elèctrica igual a -1) -l'electró, el muó i el tauó (denotats per {\displaystyle e^{-},\,\mu ^{-},\,\tau ^{-}}, respectivament)- i per altra banda, els corresponents leptons neutres (amb càrrega elèctrica nul·la), més coneguts com a neutrins: el neutrí electrònic, el neutrí muònic i el neutrí tauònic (denotats per {\displaystyle \nu _{e},\,\nu _{\mu },\,\nu _{\tau }}, respectivament). Els quarks tenen 6 sabors diferents: els quarks amunt, encant i cim (amb càrrega elèctrica igual a 2/3 i denotats per {\displaystyle u,\,c,\,t}, respectivament, per les paraules en anglès up, charm i top) i els quarks avall, estrany i fons (amb càrrega elèctrica igual a -1/3 i denotats per {\displaystyle d,\,s,\,b}, respectivament, per les paraules angleses down, strange i bottom).
Els quarks, a banda del sabor, tenen un nombre quàntic addicional, el color, que té tres possibles valors: roig, verd i blau. Aquesta propietat física, el color, no ha estat mai vista a la natura i l'explicació (coneguda com la hipòtesi de confinament de color) és que els quarks no poden ser observats com a estats lliures, sinó que es troben confinats en les partícules observades experimentalment sense color: els hadrons. Els hadrons són partícules compostes (no elementals), sense color (a diferència dels quarks) i poden ser classificats en barions i mesons. Els barions són fermions compostos per tres quarks, la composició de color dels quals origina un estat sense color: roig + verd + blau. Alguns exemples de barions són el protó, format pels quarks {\displaystyle uud}, o el neutró, format per {\displaystyle udd}. Els mesons són bosons compostos per un quark i un antiquark, la composició de color dels quals origina un estat sense color, com per exemple: roig + antiroig, verd + antiverd o blau + antiblau. Alguns exemples de mesons són el pió {\displaystyle \pi ^{+}}, conformat pels quarks {\displaystyle u{\bar {d}}} o el kaó {\displaystyle K^{0}}, format per {\displaystyle d{\bar {s}}}.

### Partícules transmissores de les interaccions
El model estàndard descriu tres interaccions fonamentals, de les quatre conegudes: la interacció electromagnètica, la interacció feble i la interacció forta (la interacció gravitatòria no ha estat fins a la data satisfactòriament descrita en el marc d'una teoria quàntica de camps). Les interaccions actuen per mitjà de partícules transmissores, que s'anomenen genèricament bosons de gauge i tenen espín igual a 1: la interacció electromagnètica és transmesa pel fotó (que es denota per {\displaystyle \gamma }); la interacció feble la transmeten els tres bosons febles {\displaystyle W^{+},\,W^{-},\,Z^{0}}; i la interacció forta és mitjançada pels huit gluons (denotats per {\displaystyle g_{\alpha },\,\alpha =1,\ldots ,8}). El model estàndard unifica les interaccions electromagnètica i feble a altes energies (dit d'una altra manera, a distàncies inferiors al diàmetre del protó), en l'anomenada interacció electrofeble.

## Validesa del model estàndard
Un dels majors èxits del model estàndard és que determina l'estructura detallada de les equacions que descriuen les forces, no de manera ad hoc, que només volgués explicar les dades empíriques, sinó també per mitjà de principis generals continguts a la mateixa teoria. Així per l'electromagnetisme, per posar un exemple, la validesa de la teoria de camps quàntics, basada en la teoria de la relativitat especial, i en la que es basa el model estàndard, i l'existència de l'electró, implica que ha d'existir el fotó, i interaccionar tal com ho fa: d'aquesta manera comprenem per fi la llum. Arguments similars predigueren l'existència, i propietats, confirmades més tard, dels gluons, i dels bosons de la força feble.
A més de les partícules esmentades, el model estàndard prediu l'existència d'una partícula anomenada bosó de Higgs, que seria la responsable de conferir massa a les partícules fermiòniques mitjançant l'anomenat mecanisme de Higgs. En general, hi ha cert consens que el bosó de Higgs seria la partícula que el CERN va descobrir el 2012 i altres estudis han confirmat posteriorment, malgrat que podria haver-hi explicacions alternatives.
Sembla que el model estàndard no pot ser superat per un model on els quarks, i els electrons, estiguessen composts de partícules més fonamentals. Si bé no s'han sondejat els experiments amb major profunditat, fins ara no s'han trobat rastres d'elements addicionals. A més el model estàndard no tindria sentit si els electrons i els quarks no són fonamentals. Les forces tenen tendència a unificar-se a altes energies. Si la supersimetria és real, els electrons, i els quarks, no es poden compondre d'altres partícules, perquè la teoria de camps quàntics relativistes suposa que són puntuals, sense estructura. Potser haurien de ser considerats petites cordes, o membranes, (teoria de cordes), però seguirien tenint les propietats concedides pel model estàndard a baixes energies.

## Taula resum
| Fermió | Símbol                           | Càrrega elèctrica | Càrrega feble*               | Isoespín feble | Hipercàrrega feble | Hipercàrrega | Càrrega de color*                   | Massa     |
| 1a generació | 1a generació                     | 1a generació      | 1a generació                 | 1a generació   | 1a generació       | 1a generació | 1a generació                        |           |
| --- | -------------------------------- | ----------------- | ---------------------------- | -------------- | ------------------ | ------------ | ----------------------------------- | --------- |
| Electró | {\displaystyle e}                | -1                | {\displaystyle \mathbf {2} } | -1/2           | -1                 | -1/2         | {\displaystyle \mathbf {1} }        | 0,511 MeV |
| Neutrí electrònic | {\displaystyle \nu _{e}}         | 0                 | {\displaystyle \mathbf {2} } | +1/2           | -1                 | -1/2         | {\displaystyle \mathbf {1} }        | < 50 eV   |
| Positró | {\displaystyle e^{c}}            | 1                 | {\displaystyle \mathbf {1} } | 0              | -1                 | 1            | {\displaystyle \mathbf {1} }        | 0,511 MeV |
| Antineutrí electrònic | {\displaystyle \nu _{e}^{c}}     | 0                 | {\displaystyle \mathbf {1} } | 0              | -1                 | 0            | {\displaystyle \mathbf {1} }        | < 50 eV   |
| Quark u | {\displaystyle u}                | +2/3              | {\displaystyle \mathbf {2} } | +1/2           | +1/3               | +1/6         | {\displaystyle \mathbf {3} }        | ~5 MeV    |
| Quark d | {\displaystyle d}                | -1/3              | {\displaystyle \mathbf {2} } | -1/2           | +1/3               | +1/6         | {\displaystyle \mathbf {3} }        | ~10 MeV   |
| Antiquark anti-u | {\displaystyle u^{c}}            | -2/3              | {\displaystyle \mathbf {1} } | 0              | +1/3               | -2/3         | {\displaystyle \mathbf {\bar {3}} } | ~5 MeV    |
| Antiquark anti-d | {\displaystyle d^{c}}            | +1/3              | {\displaystyle \mathbf {1} } | 0              | +1/3               | +1/3         | {\displaystyle \mathbf {\bar {3}} } | ~10 MeV   |
| 2a generació |                                  |                   |                              |                |                    |              |                                     |           |
| Muó | {\displaystyle \mu }             | -1                | {\displaystyle \mathbf {2} } | -1/2           | -1                 | -1/2         | {\displaystyle \mathbf {1} }        | 105,6 MeV |
| Neutrí muònic | {\displaystyle \nu _{\mu }}      | 0                 | {\displaystyle \mathbf {2} } | +1/2           | -1                 | -1/2         | {\displaystyle \mathbf {1} }        | < 0,5 MeV |
| Antimuó | {\displaystyle \mu ^{c}}         | 1                 | {\displaystyle \mathbf {1} } | 0              | -1                 | 1            | {\displaystyle \mathbf {1} }        | 105,6 MeV |
| Antineutrí muònic | {\displaystyle \nu _{\mu }^{c}}  | 0                 | {\displaystyle \mathbf {1} } | 0              | -1                 | 0            | {\displaystyle \mathbf {1} }        | < 0,5 MeV |
| Quark c | {\displaystyle c}                | +2/3              | {\displaystyle \mathbf {2} } | +1/2           | +1/3               | +1/6         | {\displaystyle \mathbf {3} }        | ~1,5 GeV  |
| Quark s | {\displaystyle s}                | -1/3              | {\displaystyle \mathbf {2} } | -1/2           | +1/3               | +1/6         | {\displaystyle \mathbf {3} }        | ~100 MeV  |
| Antiquark anti-c | {\displaystyle c^{c}}            | -2/3              | {\displaystyle \mathbf {1} } | 0              | +1/3               | -2/3         | {\displaystyle \mathbf {\bar {3}} } | ~1,5 GeV  |
| Antiquark anti-s | {\displaystyle s^{c}}            | +1/3              | {\displaystyle \mathbf {1} } | 0              | +1/3               | +1/3         | {\displaystyle \mathbf {\bar {3}} } | ~100 MeV  |
| 3a generació |                                  |                   |                              |                |                    |              |                                     |           |
| Tauó | {\displaystyle \tau }            | -1                | {\displaystyle \mathbf {2} } | -1/2           | -1                 | -1/2         | {\displaystyle \mathbf {1} }        | 1,784 GeV |
| Neutrí tauònic | {\displaystyle \nu _{\tau }}     | 0                 | {\displaystyle \mathbf {2} } | +1/2           | -1                 | -1/2         | {\displaystyle \mathbf {1} }        | < 70 MeV  |
| Antitauó | {\displaystyle \tau ^{c}}        | 1                 | {\displaystyle \mathbf {1} } | 0              | -1                 | 1            | {\displaystyle \mathbf {1} }        | 1,784 GeV |
| Antineutrí tauònic | {\displaystyle \nu _{\tau }^{c}} | 0                 | {\displaystyle \mathbf {1} } | 0              | -1                 | 0            | {\displaystyle \mathbf {1} }        | < 70 MeV  |
| Quark t | {\displaystyle t}                | +2/3              | {\displaystyle \mathbf {2} } | +1/2           | +1/3               | +1/6         | {\displaystyle \mathbf {3} }        | 173 GeV   |
| Quark b | {\displaystyle b}                | -1/3              | {\displaystyle \mathbf {2} } | -1/2           | +1/3               | +1/6         | {\displaystyle \mathbf {3} }        | ~4,7 GeV  |
| Antiquark anti-t | {\displaystyle t^{c}}            | -2/3              | {\displaystyle \mathbf {1} } | 0              | +1/3               | -2/3         | {\displaystyle \mathbf {\bar {3}} } | 173 GeV   |
| Antiquark anti-b | {\displaystyle b^{c}}            | +1/3              | {\displaystyle \mathbf {1} } | 0              | +1/3               | +1/3         | {\displaystyle \mathbf {\bar {3}} } | ~4,7 GeV  |
| * - No són les càrregues ordinàries (abelianes), que es poden sumar, sinó les etiquetes de les representacions dels grups de Lie corresponents. |                                  |                   |                              |                |                    |              |                                     |           |